# Hải Thượng y tông tâm lĩnh
Hải Thượng y tông tâm lĩnh (chữ Hán: 海上醫宗心領, Những lĩnh hội tâm huyết về ngành Y của Hải Thượng) là một bộ sách y học nổi tiếng của Hải Thượng Lãn Ông Lê Hữu Trác. Bộ sách được viết vào năm 1770 bằng chữ Hán, bao gồm 28 tập, 66 quyển, bao gồm lý, pháp, phương, dược và biện chứng luận trị về nội khoa và ngoại khoa, sản phụ khoa, khoa nhi, cấp cứu... đạo đức y học, vệ sinh phòng bệnh.
Bộ sách Hải Thượng y tông tâm lĩnh đã được dịch ra lần đầu tiên bởi Hoàng Văn Hòe và xuất bản ở miền Bắc trước năm 1970.
Hiện có 55 quyển tồn tại đến ngày nay, mất 11 quyển gồm 8 quyển Bách bệnh cơ yếu và 3 quyển Bách gia trân tàng.

## Bộ sách
- Quyển đầu: Y huấn cách ngôn, Y nghiệp thần chương, Y lý thâu nhàn lái ngôn
- Quyển 1: Nội kinh yếu chỉ, trích những điểm thiết yếu của kinh điển đông y.
- Quyển 2: Y gia quan niệm phân tích và tổng hợp lý luận cơ bản về âm dương, ngũ hành, kinh lạc khí huyết, chẩn đoán, mạch học, bệnh lý, trị pháp.
- Quyển 3 đến 5: Y hải cầu nguyên nêu lên những quy luật chung về sinh lý và nguyên tắc trị liệu.
- Quyển 6: Huyền tẫn phát vi nói về tiên thiên thủy hỏa – "Mệnh môn", cơ năng sinh lý, và bệnh lý của chân thủy, chân hỏa, cùng phép chữa.
- Quyển 7: Khôn hóa thái chân bàn về hậu thiên tỳ vị, cơ năng tiêu hóa và tác dụng của khí huyết, bệnh lý và phép chữa.
- Quyển 8: Đạo lưu dư vận biện luận và bổ sung những điểm y lý chưa rõ hay còn thiếu ở các sách xưa.
- Quyển 9: Nhật...
- Quyển 10 và 11: Dược phẩm Vị yếu nói về dược tính 150 vị thuốc Bắc, Nam phân loại theo ngũ hành.
- Quyển 12 và 13: Lĩnh nam bản thảo, quyển thượng chép 496 vị thuốc nam thừa kế của Tuệ Tĩnh, quyển hạ chép 305 vị bổ sung về công dụng hoặc mới phát hiện thêm.
- Quyển 14: Ngoại cảm thống trị nói về đặc tính bệnh ngoại cảm ở nước ta và các thuốc sáng chế để điều trị theo các thể bệnh.
- Quyển 15 đến 24: Bách bệnh cơ yếu, bệnh học nội khoa 10 quyển, mới sưu tầm và khắc in 2 quyển Bính Đinh, còn thiếu 8 quyển: Giáp, Ất, Mậu, Kỷ, Canh, Tân, Nhâm, Quý.
- Quyển 25: Y trung quan kiện tóm tắt phương pháp điều trị các bệnh.
- Quyển 26, 27: Phụ đạo xán nhiên chuyên về phụ khoa.
- Quyển 28: Tọa thảo lương mô chuyên về sản khoa.
- Quyển 29 đến 33: Ấu ấu tu trị chuyên về nhi khoa.
- Quyển 34 đến 43: Mộng trung giác đậu chuyên về bệnh đậu mùa (10 quyển)
- Quyển 44: Ma chuẩn thăng chuyên về bệnh sởi.
- Quyển 45: Tâm đắc thần phương gồm 70 phương thuốc chọn lọc trong sách Cẩm nang của Phùng Triệu Trương.
- Quyển 46: Hiệu phỏng tân phương chép 29 phương thuốc hiệu nghiệm do Lãn Ông sáng chế.
- Quyển 47, 48, 49: Bách giá trân tàng ghi trên 600 phương thuốc kinh nghiệm thu lượm trong nhân dân và thừa kế của ngoại tổ ông là Bùi Diệm Đăng.
- Quyển 50 đến 57: Hành giản trân nhu (8 quyển) chép trên 2000 phương thuốc chọn lọc trong các bản thảo đời trước, như Nam dược thần hiệu của Tuệ Tĩnh hay thu nhập trong dân gian.
- Quyển 58: Y phương hải hội gồm 200 cổ phương đông y.
- Quyển 59–60: Y dương án chép 17 bệnh án chữa khỏi, và Y âm án chép 12 bệnh án tử vong.
- Quyển 61: Châu ngọc cách ngôn thâu tóm các điều cốt yếu nhất về quy tắc chẩn đoán, biện chứng, dùng thuốc trị bệnh. Phần cuối có phụ lục là Truyền tâm mật chỉ.
- Vệ sinh yếu quyết chuyên về dưỡng sinh, vệ sinh phòng bệnh (2 quyển)
- Bảo thai thần hiệu toàn thư giải âm (1 quyển)
- Nữ công thắng lãm nói về cách nấu nướng (1 quyển)
- Thượng kinh ký sự kể lại hành trình của Lãn Ông lên kinh đô chữa bệnh cho thế tử Trịnh Cán năm 1782.

## Mộc bản
Hiện tại Bảo tàng Bắc Ninh đang lưu giữ một bộ mộc bản của bộ Hải Thượng y tông tâm lĩnh. Bộ mộc bản này được khắc in thời vua Tự Đức tại chùa Đồng Nhân (nay thuộc phường Đại Phúc, thành phố Bắc Ninh, tỉnh Bắc Ninh), dưới sự điều hành của hòa thượng trụ trì là Thích Thanh Cao, trong vòng 6 năm liên tiếp (1879–1885). Tương truyền, hòa thượng Thích Thanh Cao đã sưu tầm bộ sách từ nhiều nguồn khác nhau, sau đó hội bàn với các lương y khác khảo đính lại bản thảo rồi tiến hành cho khắc ván.
Bộ mộc bản này phần lớn được làm từ gỗ thị, gồm 1.191 đơn vị mộc bản. Trong đó có 1.025 ván có khắc chữ ở cả hai mặt, 159 ván có khắc chữ một mặt, và có 7 mảnh nhỏ vỡ không xác đinh được là thuộc quyển nào. Mỗi mặt ván có khoảng 16 dòng, mỗi dòng có 21 chữ, như vậy có tất cả 2.209 mặt có khắc chữ. Chính giữa mỗi ván khắc có dòng chữ cho biết tên sách, và thứ tự của trang sách.
Bộ mộc bản của Hải Thượng y tông tâm lĩnh được công nhận là bảo vật quốc gia của Việt Nam (đợt 10) ngày 25 tháng 12 năm 2021.